# Den Danske Hundeforening
Den Danske Hundeforening (forkortet DDH) er en dansk forening for hundeejere (og andre hundeinteresserede)
DDH er en stambogsførende klub i Danmark
DDH har som den eneste hundeforening i Danmark en børneklub, hvor der laves aktiviteter for børn og der udstilles hunde i 2 klasser.

## Formål
- at fremavle og skabe interesse for fysisk og mentalt sunde og racetypiske hunde.
- at yde faglig viden til opdrættere i DDH.

## Internationalt samarbejde
- DDH samarbejder med United Kennel Clubs International [1]

### Dansk amarbejde
DDH har samarbejde med flere klubber i Danmark, hvilket skaber mulighed for at komme på mange udstillinger rundt om i landet såvel som i udlandet.

## Ekstern henvisning
- Den officielle hjemmeside for Den Danske Hundeforening Arkiveret 18. maj 2014 hos  Wayback Machine